# 시종초등학교 종남분교
시종초등학교 종남분교는 대한민국 전라남도 영암군 시종면 금월로 240 (금지리)에 있었던 초등학교이다.

## 변천
- 1936년 6월 15일 시종공립보통학교 부설 신흥리간이학교 설치
- 1944년 5월 15일 시종북공립국민학교로 개교
- 1948년 4월 12일 종남공립국민학교로 개칭
- 1949년 12월 31일 종남국민학교로 개칭
- 1956년 4월 1일 시종면 금지리 1085로 이전
- 1981년 3월 1일 병설유치원 개원
- 1985년 12월 25일 본관 개축
- 1996년 3월 1일 종남초등학교로 개칭
- 2011년 3월 1일 시종초등학교 종남분교장 격하
- 2013년 2월 28일 시종초등학교 통폐합